# Erik Thorstvedt
Erik Thorstvedt (Stavanger, 1962. október 28. –) norvég válogatott labdarúgókapus.

## Pályafutása

### Klubcsapatban
Pályafutása során játszott a Viking, az Eik-Tønsberg, a Borussia Mönchengladbach, az IFK Göteborg, és a Tottenham Hotspur csapataiban. Ő volt az első norvég labdarúgó, akinek sikerült megnyernie az FA-kupát 1991-ben a Tottenham színeiben és szintén az első norvég, aki játszott a Premier League-ben.
1996-ban fejezte be pályafutását hátsérülés miatt. Ezt követően kapusedzőként dolgozott a norvég válogatottnál és egy rövid ideig a Vikingnél volt sportigazgató. A későbbiekben szakkommentátorként dolgozott különböző televíziós csatornáknál, a Royal League mérkőzések közvetítésében műsorvezetőként vett részt.

### A válogatottban
A norvég U21-es válogatottban 1982-ben 5 mérkőzésen lépett pályára. 1982 és 1996 között 97 alkalommal szerepelt a norvég válogatottban. Részt vett az 1984. évi nyári olimpiai játékokon és az 1994-es világbajnokságon.

## Sikerei, díjai
Tottenham Hotspur
- Angol kupa (1): 1990–91

## Külső hivatkozások
- Erik Thorstvedt adatlapja a National-Football-Teams.com oldalon (angolul)

- Erik Thorstvedt (angol nyelven). FootballDatabase.eu
- Erik Thorstvedt (angol nyelven). eu-football.info